# Alexandru Chirtoacă
Alexandru Chirtoacă (Kishinov, URSS, 7 de abril de 1986) es un deportista moldavo que compite en lucha libre.
Ganó una medalla de bronce en los Juegos Europeos de Bakú 2015, en la categoría de 57 kg.

## Palmarés internacional
| Juegos Europeos | Juegos Europeos   | Juegos Europeos   | Juegos Europeos |
| Año             | Lugar             | Medalla           | Categoría       |
| --------------- | ----------------- | ----------------- | --------------- |
| 2015            | Bakú (Azerbaiyán) | Medalla de bronce | 57 kg           |